# وندیور (میزوری)
وندیور، میزوری (به انگلیسی: Vandiver, Missouri) یک منطقهٔ مسکونی در ایالات متحده آمریکا است که در شهرستان ادرین، میزوری واقع شده‌است.

## خصوصیات
وندیور ۰٫۷۸ کیلومترمربع مساحت و ۷۱ نفر جمعیت دارد و ۲۴۷ متر بالاتر از سطح دریا واقع شده‌است.